# Приазовский район
Приазо́вский райо́н (укр. Приазовський район) — упразднённая административная единица Запорожской области Украины.
Административный центр — посёлок городского типа Приазовское.

## География
Приазовский район расположен на юге Запорожской области, представляет собой полосу, которая тянется с северо-востока к юго-западу, длиной 80 км и шириной 40 км и находится на расстоянии 135 км от г. Запорожье, до ближайшей железнодорожной станции — г. Мелитополь — 26 км. Район граничит: на востоке с Приморским районом, на северо-востоке с Черниговским районом, на северо-западе с Мелитопольским районом, на севере с Токмакским районом, на юго-западе через Молочный лиман с Акимовским районом, с юга район омывается Азовским морем.
Площадь района составляет 1947,16 км, рельеф местности равнинный, на северо-востоке — каменистый.
Через район проходит автомагистраль М-14 «Одесса — Ростов-на-Дону». Высоковольтные электросети проложены на территории района по всем направлениям.
По территории района протекают реки: Домузла, Опалы, Корсак, Юшанлы, Метрозлы, Шовкай, Джекельня, Апанлы, Акчокрак.
Преобладающими ветрами в районе в зимнее время являются восточные и северо-восточные, в летнее время — северные и северо-западные. Климат умеренно континентальный с выраженными засушливо-суховейными явлениями, типичный для климата степей. Для него характерны малоснежная зима и жаркое засушливое лето. Среднегодовые температуры + 9,0 С, самый холодный месяц январь с температурой — 4,90 С, самый жаркий — июль с температурой до + 35,0 С. Среднегодовое количество осадков — 443 мм.

## История
Район образован постановлением ВУЦИК весной 1923 года. Тогда он носил название Покровский (центр — с. Покровка Вторая). 31 июля 1935 года центр переименовали в село Приазовское и район в Приазовский. Нынешние границы района установлены Указом Президиума Верховного Совета УССР 30 декабря 1962 года путём объединения с частью сел и административным центром Нововасильевского района. Районный центр — Приазовское — основан 7 марта 1860 года на месте старинного ногайского аула Шуют-Джурет. В январе 1989 года численность населения составляла 7443 человека. В декабре 1991 года присвоен статус-посёлок городского типа. По состоянию на 1 января 2013 года численность населения составляла 6821 человек.
На территории села Гирсовка в 2011 году велись археологические раскопки кургана «Орта-Тепе», который датируется IV тыс. до н. э. — I тыс. н. э.
17 июля 2020 года в результате административно-территориальной реформы район вошёл в состав Мелитопольского района.

## Население
По данным переписи 2001 года, численность населения составляла 32 931 человек, на 1 января 2013 года — 28 545 человек.

## Административное устройство
Район включает в себя:
| - Поселковых советов: 2 - Сельских советов: 23 | - Посёлков городского типа: 2 - Посёлков: 1 - Сёл: 49 |

### Местные советы[9]
| - Приазовский поселковый совет - Нововасилевский поселковый совет - Александровский сельский совет - Анновский сельский совет - Беседовский сельский совет - Богдановский сельский совет - Ботиевский сельский совет - Владимировский сельский совет - Воскресенский сельский совет - Георгиевский сельский совет - Гирсовский сельский совет - Дунаевский сельский совет - Девнинский сельский совет | - Дмитровский сельский совет - Добровский сельский совет - Маковский сельский совет - Надеждинский сельский совет - Новоконстантиновский сельский совет - Новоспасский сельский совет - Приморско-Посадский сельский совет - Розовский сельский совет - Степановский-Первый сельский совет - Фёдоровский сельский совет - Чкаловский сельский совет - Шевченковский сельский совет |

### Населённые пункты[10]
| с. Александровка с. Анновка с. Анно-Опанлинка с. Бабановка с. Белоречанское с. Беседовка с. Богдановка с. Ботиево с. Викторовка с. Вишнёвое с. Владимировка с. Волна с. Воскресенка | с. Гамовка с. Георгиевка с. Гирсовка с. Громовка с. Девнинское с. Дмитровка с. Добровка пос. Домузлы с. Дунаевка с. Ивановка с. Игоревка с. Калиновка с. Маковка | с. Марьяновка с. Мироновка с. Надеждино с. Нечкино с. Николаевка с. Новоалександровка пгт Нововасилевка с. Новоивановка с. Новоконстантиновка с. Новониколаевка с. Новопокровка с. Новоспасское с. Ореховка | с. Петровка с. Пивденное пгт Приазовское с. Приморский Посад с. Прудентово с. Розовка с. Степановка Вторая с. Степановка Первая с. Строгановка с. Таврийское с. Фёдоровка с. Чкалово с. Шевченко |

#### Ликвидированные населённые пункты[11]
| с. Новотроицкое | с. Сергеевка | с. Тихий Гай | с. Ульяновское |

## Экономика
Экономику района формируют 24 крупных сельхозпредприятия, 275 фермерских хозяйств, 3 промышленных, 3 строительных, 60 малых предприятий.
Площадь сельхозугодий равна 166,2 тысячи гектаров, в том числе пашни — 143,3 тысячи га, пастбищ — 22,9 тысячи га, лесных насаждений — 1034 га.

## Рекреационные ресурсы
Основными видами рекреационных ресурсов являются илистые лечебные грязи Молочного, Александровского, Демузгельского, Ботиевского лиманов, 32 источника различных минеральных вод, которые могут быть использованы как для санаторно-курортного лечения, так и для промышленного разлива в качестве лечебно-столовых вод; морские и лиманские пляжи; рапа лиманов и морская вода.
В селе Строгановка функционирует уникальный дерматологический диспансер, который не имеет аналогов на Украине. Тут лечат с помощью талассотерапии природными средствами. Это единственное место на Украине, где лечебными грязями в совокупности с морской водой и солнечными лучами успешно справляются с псориазом. Аналогом данных грязей являются грязи Мёртвого моря.
На побережье моря функционируют три детских оздоровительных учреждения, девятнадцать действующих баз отдыха, пансионатов. Архивировано из оригинала 14 апреля 2011 года. и 1 пляж. Среди оздоровительных учреждений 18 имеют пляжи.

## Уроженцы
- Петров Василий Степанович (5.03.1922—15.04.2003) — Дважды Герой Советского Союза;
- Конюхов Федор Филиппович (род. 12.12.1951) — знаменитый путешественник, художник, писатель;
- Мищенко Дмитрий Алексеевич (род. 18.11.1921) — современный украинский писатель, лауреат Шевченковской премии, автор романов «Северяне» (1959), «Синеокая Тиверь» (1983), «Расплата» (1987) и др.
- Шевцова, Римма Михайловна (род. 29.09.1941) — полный кавалер ордена Трудовой Славы